# Hetedik isonzói csata
A VII. isonzói csatára 1916. szeptember 14. és szeptember 18. között került sor. A támadás Görz városából indult és igyekeztek minél nagyobb területet megszerezni. A sikeres hatodik isonzói csata után az olasz hadvezetés szerette volna learatni a korábbi előrenyomulásának eredményét: igyekezett minél nagyobb területet megszállás alá vonni. Nem volt kitűzve meghatározott stratégiai cél, város, magaslat elfoglalása, egyrészt mivel a közelgő tél miatt azt amúgy is nehéz lenne megtartani, másrészt a térségben egyre jobban kiegyensúlyozódtak az erők, már német hadosztályok ellen is kellett harcolniuk az olasz csapatoknak.

## A csata
A harc a nagy létszámú olasz katonaság előrenyomulásával kezdődött, akik azonban elakadtak a Monarchia frontvonalán, nem tudták megismételni a hatodik isonzói csata győzelmét. A támadás rendkívül nagy vesztességel zárult – tekintve, hogy mindössze 3 napig tartott – az olasz hadvezetés szeptember 17-én elrendelte a visszavonulást.

## Eredmények
A VII. isonzói csata az olaszok szempontjából nézve gyakorlatilag semmilyen eredménnyel nem járt, a felőrlő harcokban a sebesültek száma igen nagy volt, területi nyereségekre szintén nem tudtak szert tenni. Az Osztrák–Magyar Monarchia csapatai kiegészülve német expedíciós csapatokkal sikeresen védték meg a hatodik isonzói csata után kialakult frontvonalukat, elhárították az olasz támadást. Az olasz hadvezetés nem mondott le a kezdeményezésről, a háború folytatódott, októberben megindult a nyolcadik isonzói csata.

## Kapcsolódó szócikk
- Isonzói csaták